# سودهارتس
سودهارتس (به آلمانی: Südharz) یک شهر در آلمان است که در مانسفلد-زودهارتس واقع شده‌است. سودهارتس ۹٬۸۰۷ نفر جمعیت دارد.